# 萊克肖爾 (路易斯安那州)
萊克肖爾（英語：Lakeshore）是位於美國路易斯安那州沃希托堂區的一個普查規定居民點。

## 人口
根據2020年美國人口普查的數據，萊克肖爾的面積為2.43平方千米，當中陸地面積為2.19平方千米，而水域面積為0.24平方千米。當地共有人口1988人，而人口密度為每平方千米818.11人。